# 스키조메리스 레이블레이니
스키조메리스 레이블레이니(Schizomeris leibleinii)는 녹조강 녹색반점말목에 속하는 녹조류의 일종이다. 스키조메리스속에 속하는 3종의 하나이다.